# Mevo horon
Mevo horon (hebreiska: מבוא חורון) är en judisk bosättning på  Västbanken. Den ligger i den centrala delen av landet. Mevo horon ligger 250 meter över havet och antalet invånare är 1 771.
Terrängen runt Mevo horon är kuperad åt sydost, men åt nordväst är den platt. Runt Mevo horon är det mycket tätbefolkat, med 1 411 invånare per kvadratkilometer. Närmaste större samhälle är Jerusalem, 19,2 km sydost om Mevo horon. Omgivningarna runt Mevo horon är i huvudsak ett öppet busklandskap.